# شبکه تتا
شبکه تتا یک شرکت راهکارهای مخابراتی است که در سال ۲۰۰۵ در شهر نیوجرسی تأسیس شد .
این شرکت توسعه نرم‌افزاری بر پایهٔ بازرسی عمیق بسته‌های اطلاعاتی (داده) است که می‌تواند برای نظارت، بهینه‌سازی، مدیریت مشترک و امنیت در شبکه‌های تلفن همراه استفاده شود
اخیراً شبکهٔ تتا همچنین با شرکت China Mobile در نظارت و پشتیبانی شبکهٔ جدید TD-SCDMA کار می‌کند .
شبکهٔ تتا در لایه ۷ مدل استاندارد شبکه‌های کامپیوتری(OSI) با استفاده از بازرسی عمیق بسته‌های اطلاعاتی (داده)، بازرسی بسته‌های عبوری(XPI)، جریان بسته‌های عبوری(XSI) باعث گردآوری مجدد و ایجاد روابط بین جلسات برنامهٔ مشترک گردیده است .